# Josep Brocà Codina
Josep Brocà Codina o Antoni Josep Mateu Brocà Codina (Reus, Baix Camp, 21 de setembre de 1805 - Vila de Gràcia, 3 de febrer de 1882) va ser un guitarrista, pedagog compositor i militar català.

## Biografia
Descendia d'una família establerta a la ciutat cap al 1670 amb Pere Broca, notari, que venia de la Seu d'Urgell. El notari de Reus Jaume Baiges li va traspassar l'afició per la guitarra. Desenvolupà la seva formació guitarrística gràcies al presbíter Josep Casas, també instrumentista de mèrit, i a Dionisio Aguado (autor de diversos mètodes de música, com el Nuevo método para guitarra del 1843). El 1833 va ingressar com a milicià a l'exèrcit i es va llicenciar el 1856 com a capità d'infanteria, i havent estat ferit a Biosca el 2 d'abril de 1839 mentre participava en la Guerra carlina. Durant la convalescència havia donat alguns concerts de guitarra a Barcelona, i després de llicenciar-se es va establir definitivament a la ciutat. El 1860 va donar classes al després famós guitarrista Josep Ferrer i Esteve; també tingué per alumnes Miquel Mas i Bargalló, Cristina Palmer i Domènec Bonet. El 1870 va tenir un atac de feridura i ja no va poder tornar a tocar. El 20 d'octubre de 1875 encara es va casar amb la reusenca Carme Romeu i Vila i va morir a la Vila de Gràcia el 3 de febrer de 1882, segons la premsa completament paralític.
Compongué obres per a guitarra (fantasies, valsos i altres), una selecció de les quals va ser publicada el 1885.

## Obra
Probablement l'obra de Brocà es va difondre, en el temps de la seva vida, de manera manuscrita i principalment entre els seus propis alumnes i en el cercle dels seus coneguts, sent aquesta una manera bastant corrent a mitjans de segle XIX. No obstant això, les obres que d'ell es coneixen es van publicar totes de manera pòstuma i van tenir una àmplia difusió. En principi van ser publicades per la casa editorial Vidal i Roger i inscrites en el Registre de la Propietat Intel·lectual entre els anys de 1885 i 1886. Quan els fons d'aquesta editorial van ser absorbits per l'editorial Unió Musical Espanyola (UME), es va realitzar una reedició (a partir dels anys 1960) d'aquestes obres, dins de les sèries que la UME va dedicar a la música per a guitarra d'aquest important, encara que bastant oblidat, període.
És difícil trobar en el repertori de la música per a guitarra de la generació mitjana del s. XIX un corpus de música tan compacte com el format per les obres de Brocà. Hi ha en tota la seva producció unes característiques comunes que es troben en els gèneres més diversos i que la fan identificable en qualsevol context. Potser la més destacada i recurrent sigui el caràcter que tenen les seves melodies, llargues i amb grans salts melòdics intercalats amb moviments cromàtics en el seu discurs, la qual cosa les separa ja en alguna mesura del caràcter operístic de la melodia clàssica i les va acostant al concepte romàntic de la melodia instrumental. Les dues fonts d'aquest autor, segons coincideixen a assenyalar tots els seus biògrafs, van ser Sor i Aguado. Això és una cosa que ha de considerar-se excepcional, ja que en el context dels guitarristes del seu temps, Sor i Aguado van ser fonts que van generar corrents del tot oposades.
La música de Sor va significar el moment de l'apogeu de la guitarra clàssica i, per contra, la d'Aguado va significar la porta d'entrada del “tecnicisme” característic de la guitarra romàntica. Els qui, en la generació posterior a aquests dos guitarristes, seguien els treballs d'un, ignoraven els de l'altre; potser per això la guitarra romàntica retrocedeix en alguns aspectes tècnics molt concrets generalment exagerats per la historiografia, enfront dels assoliments de músics de les tendències musicals de Sor. La solució de Brocà és per tant única en els seus plantejaments; la seva música expressa d'una banda al guitarrista alumne d'Aguado i devot dels ensenyaments de l'obra teòrica d'aquest, i que per una altra es complaïa a interpretar i difondre la música de Fernando Sor, alguna cosa que era únicament normal en el cercle guitarrístic català contemporani en el qual es desembolicava. En el conjunt de l'obra de Brocà es troben passatges, i fins i tot obres completes, que demostren clarament la seva afiliació a la música de Sor, com l'Allegretto del que es posen com a exemple els tres primers compassos, representatius d'aquesta tendència.
L'obra de Brocà significa, en el seu conjunt, una síntesi de les dues tendències elaborada d'una manera completament personal i una experiència que, dins de la guitarra romàntica, demostra un sentiment estètic més contextual amb el veritable romanticisme. Totes i cadascuna de les petites de Brocà, i principalment els valsos, constitueixen belles pàgines musicals que fan considerar el conjunt de la seva obra com un dels llegats més importants de la guitarra del seu temps.

## Obres per a guitarra i any de publicació
- Op. 1. Sis valsos
- Op. 2. El Català, vals (1885)
- Op. 3. Allegretto (1886)
- Op. 4. Un Adéu, andantino (1886)
- Op. 5. Andante (1885)
- Op. 6. El Ay, vals (1886)
- Op. 7. Fantasia en do major (1886)
- Op. 8. Una Flor, masurca (1886)
- Op. 9. Pensament espanyol, fantasia
- Op. 10. El Cortesà. Escocès (1864)
- Op. 11. Fantasia en sol major (1886)
- Op. 12. El Patinador, Escocès (1886)
- Op. 13. L'amistat, fantasia amb variacions (1886)
- Op. 14. El Destí, fantasia per guitarra (1864)
- Op. 15. Record trist, andante (1886)
- Op. 16. L'Elegant, vals (1886)
- Op. 17. El ràpid, vals (1886)
- Op. 18. Tres peces fàcils (1886)
- Op. 19. Crepuscles, tres valsos (1886)
- Op. 20. L'últim Cant, fantasia amb variacions (1886)
- Op. 21. Andante Sentimental (1870)
- Op. 22. Varsoviana
- Op. 23. Vals

## Gravacions
- Fantasia, en el CD Leyenda de David Russell (Brussel·les: Gha Records. Ref. 126.002)